# Tawakkul Karman
Tawakkul Karman (arabiska: توكل كرمان), född 7 februari 1979 i Taizz, är en jemenitisk journalist och fredsaktivist. Tillsammans med Ellen Johnson Sirleaf och Leymah Gbowee blev hon 2011 års mottagare av Nobels fredspris med motiveringen "for their non-violent struggle for the safety of women and for women’s rights to full participation in peace-building work" ("för deras ickevåldskamp för kvinnors säkerhet och deras rätt till fullt deltagande i fredsbyggande arbete"). Karman var 2011 den yngsta personen att ha tilldelats priset (idag är hon den tredje yngsta efter Malala Yousafzai och Nadia Murad) och hon är även den första samt hittills enda arabiska kvinnan.
Tawakkul Karman är medlem av islamistpartiet al-Islah i Jemen. Hon är en av Jemens mest kända aktivister och har utsatts för mordhot och har gripits flera gånger.
2011 kom hon på första plats på Foreign Policys lista över de 100 främsta "globala hjärnorna".

## Kvinnliga journalister utan kedjor
Tawakkul Karman startade 2005 gruppen Kvinnliga journalister utan kedjor. Nätverket har som mål att främja yttrandefrihet och demokratiska rättigheter.

## Protester 2011
Under protesterna i Jemen 2011 ledde Tawakkul Karman en regimkritisk demonstration i Sanaa i protest mot Ali Abdullah Saleh och krävde hans avgång. Hon arresterades och efter gripandet av Karman anslöt sig även omkring 200 journalister till studentdemonstrationerna i Sanaa, och krävde att Karman och andra som gripits omedelbart släpps fria.